# Mors-Thy Færgefart (Næssund)
Næssundoverfarten er en del Mors-Thy Færgefart. Overfarten betjenes af færgen Næssund, der har plads til 12 biler og 99 passagerer og sejler mellem Sydmors og Sydthy som en del af sekundærrute 545. Overfarten varer fem minutter.
Færgefarten ved Næssund har eksisteret i hvert fald siden 1585, hvor der i Ørum Lens Jordebog 1585 siges Færgemanden ved Næssund i Heltborg sogn, Mogens Olufsen, at svare 14 Td. Byg i Afgift.
Næssund blev bygget på Søren Larsen & Sønners skibsværft A/S i 1964, der lå ved Nykøbing Mors. Færgen var den 8. af i alt 13 ro-ro træfærger, der blev bygget på dette værft i årene 1924 til 1973. Den startede sin eksistens som Legind Bjerge på Sallingsund Færgefart i 1964. Da Sallingsundbroen blev indviet i 1978, blev de fem færger fra Sallingsund-overfarten taget ud af drift, og i 1980 blev “Legind Bjerge sat ind på Næssundoverfarten og omdøbt til Næssund.
Færgeoverfarten blev indstillet 26. februar 2015, efter at først Morsø Kommune og siden også Thisted Kommune besluttede at fjerne tilskuddet til overfarten. 02. marts 2015 blev det dog besluttet at færgen skulle fortsætte indtil nytåret 2015. og siden har færgen sejlet udelukkende ved private midler og "lokal ildhu".
56°44′21.8″N 8°29′41.71″Ø / 56.739389°N 8.4949194°Ø